# Pianosonate nr. 30 (Beethoven)
De Pianosonate nr. 30 (opus 109) in E-majeur (uit 1820) van Ludwig van Beethoven is de eerste in de serie van de drie grote, en laatste sonates die Beethoven schreef. Deze drie sonates omvatten opus 109, 110, en 111.

## Ontstaansgeschiedenis van de drie sonates op. 109-110-111
In de zomer van 1819 vroeg Moritz Schlesinger, van de firma Schlesinger muziekuitgevers uit Berlijn, Beethoven om enige composities. Na wat onderhandelingen per brief, en ondanks de klachten van de uitgever over het feit dat Beethoven de publicatierechten wilde behouden voor uitgave in Engeland en Schotland, ging Schlesinger akkoord met het kopen van een stel liederen voor 60 dukaten en drie pianosonates voor 90 dukaten. (Beethoven vroeg aanvankelijk 120 dukaten voor de sonates.) In mei 1820 ging Beethoven akkoord. Hij had de liederen toen al beschikbaar voor publicatie (het betrof de 25 Schotse Liederen, geschreven in 1818, opus 108) en beloofde de sonates binnen 3 maanden na te leveren. Dit betrof de drie sonates opus 109, 110 en 111.
Beethoven werd verhinderd de drie beloofde sonates op tijd te leveren. Opus 109 werd wel in 1820 geleverd, maar correspondentie laat zien dat opus 110 midden december 1821 nog niet af was, en het werk werd pas op 25 december 1821 door Beethoven als 'klaar' ondertekend. De sonate werd vermoedelijk kort daarop aan de uitgever geleverd, want in januari 1822 ontving Beethoven er 30 dukaten voor. In 1822 werd opus 111 pas gepubliceerd.

## Tijdsbeeld
Aan het einde van zijn leven, in zijn zogeheten laatste of derde periode, ontwikkelde Beethoven een stijl, die meer in de richting van sereniteit, subtiliteit en introspectie ging. De muziek verliest iets (maar niet alles) van het vroegere heroïeke. De controle over contrast en muzikale voortgang wordt echter machtiger dan daarvoor. Er is sprake van een opvallende mate van 'concentratie'. Dit wordt in de vorm gegoten van vrijere gestalten, en een groter wordende individuele expressie. De eerdere werken van Beethoven lijken in deze late periode samen te vloeien in een nieuwe zachtheid, duidelijkheid, beknoptheid en spiritualiteit. Dit blijkt niet enkel doordat de grote orkestrale werken als symfonieën en ouvertures meer op de achtergrond treden en de voorkeur voor de pianosonate en het strijkkwartet meer prominent worden. Als pianist ontwikkelde de jonge Beethoven zich als virtuoos die grootse en meeslepende muziek ten gehore bracht en schreef. Op latere leeftijd trad Beethoven veel minder uitvoerend op, en zijn doofheid begon hem parten te spelen. Desondanks bleef hij in staat om nieuwe klankkleuren te ontwikkelen op pianogebied, en zijn 'innerlijk oor' bleef zich richten op vernieuwing van de mogelijkheden van de pianomuziek, met een maximaal gevoel van intimiteit en flexibiliteit. In dit licht verwondert het niet dat de Sonate op. 109 als de sonate van de intimiteit wordt gezien. De lichtvoetige en heldere toonsoort E-majeur draagt aan dat beeld bij. Deze sonate werd voltooid in 1820.

## Delen

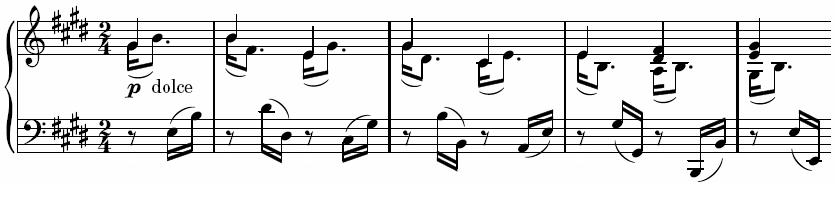
Openingsmaten van het eerste deel

### 1.Vivace, ma non troppo. Sempre legato
Het relatief korte eerste deel van de sonate is het meest vrij in vorm en subtiel van sfeer. Twee contrasterende thema's worden gebruikt:
- Het eerste thema is een murmelend 'dolce'-thema, lieflijk, in 2/4 maat met een wiegende zestiendeninvulling in de begeleiding. De luisteraar heeft niet direct door welke melodienoten op de 1e tel van de maat vallen, de maat is dan ook een duidelijk ondergeschikt element;
- Het andere thema is een 'adagio espressivo' thema, dat gepassioneerd werkt, beginnend met een verminderd septimeakkoord dat als arpeggio naar forte opstijgt, daarna gevolgd wordt door voorzichtige zestienden, in 3/4 maat. Dit tweede thema herbergt in zijn ontwikkeling enige krachtige pianistische effecten en contrasten.

De twee thema's volgen elkaar naadloos op, en interrumperen elkaar, zonder dat de muziekstroom doorbroken wordt. Door gebruik van de thema's heeft de luisteraar ook niet meer direct door dat het hier een sonatevorm of rondovorm betreft. De thema's ondergaan niet de gebruikelijke 'fragmentatie', maar blijven languit gesponnen lijnen. Zelfs nadat in een climax deze thema's terugkeren lijkt het of de thema's het eens zijn, en tegen het einde van de reprise geboorte geven aan nieuwe ideeën. Het deel lijkt daarmee een licht flakkerend, meditatief stuk, een vreemde combinatie van tederheid en fantasie.

### 2. Prestissimo

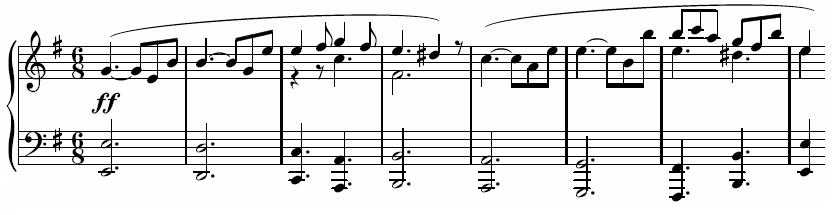
Aanvang van het tweede deel

Het zeer snelle tweede deel in 6/8 maat is een ingenieuze hybride vorm. Enerzijds is het een traditioneel scherzo, anderzijds volgt dit deel de sonatevorm die normaliter in het eerste deel aanwezig is. Opmerkelijk is dus dat Beethoven hiermee de grote vorm van de klassieke sonate doorbreekt (Snel (sonatevorm) - Langzaam - Snel (Rondo)) en nu kiest voor een delenopeenvolging Langzaam - Snel (sonatevorm) - Langzaam. Het deel kent woestheid, passie, een minimum aan 'gedoe', werkt direct en zonder grammetje 'vet'. In de doorwerking wordt het materiaal van het thema doorgelicht, en onverwachte aspecten van het thema worden nader uitgewerkt, terwijl de baslijn eronder het hoofdthema volgt. Dan bij de reprise wordt het zaakje omgedraaid, en torent de eerdere baslijn hoog uit boven het thema. Hoewel het deel niet lang duurt, ervaren we bijna een complete symfonie in dit deel, een bewijs dat de oude Beethoven tot de kern der dingen tracht te komen zonder te veel tijd kwijt te raken aan bijzaken.

### 3. Gesangvoll, mit innigster Empfindung ("Andante, moltocantabileed espressivo")

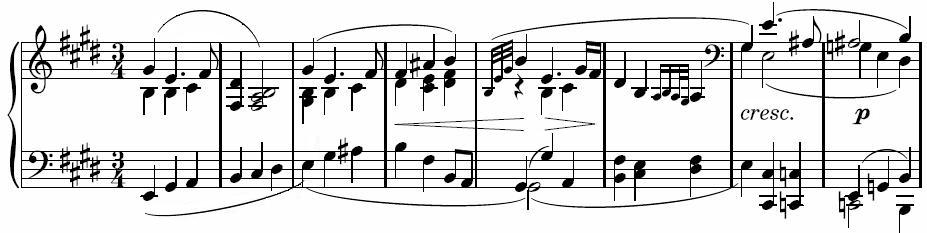
Eerste acht maten van het laatste deel

Dit is een thema in 3/4 maat, rustig van karakter, en gevolgd door een serie van 6 variaties, waarna het thema terugkeert en de sonate wordt afgesloten. Het thema lijkt een hymne, en beslaat twee lange frases die elk herhaald worden. Variatie 1 maakt van de hymne een bijna impressionistische rêverie. Variatie 2 is een dubbele variatie, waarin elke themahelft anders wordt gevarieerd. In variatie 3 (ook een dubbele variatie) ontstaat een volksdansachtige zetting, monter en vrolijk. Deze variatie doet denken aan Joseph Haydn. Variatie 4 is een variatie met veel decoratie en ornamentiek. Variatie 5 is contrapuntisch. De themakop wordt geïmiteerd, en er wordt een toonladderachtige tegenstem geïntroduceerd. Variatie 6 (ook een dubbele variatie) kenmerkt zich door een versnelling van de begeleiding, die een gebroken versie van het thema omspeelt, welke uitmondt in gewelddadige trillers en verbazingwekkend groot pianogeluid. Men hoort dat men aan de vooravond van een enorm krachtige en heilige openbaring staat. Dit gevoel ebt geleidelijk weer weg, zodat tot slot het thema rustig terugkeert. Het effect hiervan is een diepgevoelde rust, ver van de overdaad, maar ook ver van het idee van een anticlimax. Het thema lijkt herboren en het lijkt wel de stille stem na een wervelstorm.
1. f, opus 2-1
2. A, opus 2-2
3. C, opus 2-3
4. Es, opus 7 (Grand Sonata)
5. c, opus 10-1
6. F, opus 10-2
7. D, opus 10-3
8. c, opus 13 (Pathétique)
9. E, opus 14-1

1. G, opus 14-2
2. Bes, opus 22
3. As, opus 26 (Dodenmars)
4. Es, opus 27-1 (Quasi una fantasia)
5. cis, opus 27-2 (Mondschein)
6. D, opus 28 (Pastorale)
7. G, opus 31-1

1. d, opus 31-2 (Sturm)
2. Es, opus 31-3
3. g, opus 49-1
4. G, opus 49-2
5. C, opus 53 (Waldstein)
6. F, opus 54
7. f, opus 57 (Appassionata)
8. Fis, opus 78 (À Thérèse)

1. G, opus 79
2. Es, opus 81a (Les adieux)
3. e, opus 90
4. A, opus 101
5. Bes, opus 106 (Hammerklavier)
6. E, opus 109
7. As, opus 110
8. c, opus 111